# Сорокина, Прасковья Михайловна
Прасковья Михайловна Сорокина (27 октября 1927 год, село Яблонное, Нижегородская губерния, РСФСР, СССР — 21 сентября 2006 года, село Яблонное, Городецкий район, Нижегородская область, Россия) — колхозница, звеньевая колхоза имени Тимирязева, Герой Социалистического Труда (1949).

## Биография
Родилась 27 октября 1927 года в крестьянской семье в селе Яблонное (сегодня — Городецкий район, Нижегородская область). После окончания трёх классов начальной школы стала работать в колхозе имени Тимирязева. Работал на лесоповале, дояркой и на уборке льна. В 1942 году её назначили звеньевой льноводческого звена.
В 1948 году льноводческое звено под управлением Прасковьи Сорокиной собрало с участка площадью 6 гектаров по 6,34 центнера волокна льна и 6,78 центнеров семян льна. За этот доблестный труд была удостоена в 1949 году звания Героя Социалистического Труда.
Избиралась депутатом Городецкого районного совета депутатов.
После выхода на пенсию проживала в родном селе Яблонное. Скончалась 21 сентября 2006 года и была похоронена на сельском кладбище села Яблонное.

## Награды
- Медаль «За трудовое отличие» — награждена 12 марта 1938 года.
- Герой Социалистического Труда — указом Президиума Верховного Совета от 9 апреля 1949 года;
- Орден Ленина (1949);
- Медаль «За трудовую доблесть»;